# مدال افتخار: حمله آرام
مدال افتخار: حمله آرام (به انگلیسی: Medal of Honor: Pacific Assault) یک بازی ویدئویی به سبک تیراندازی اول شخص و عنوان هفتمین قسمت از مجموعه بازی‌های مدال افتخار است که توسط الکترونیک آرتس در سال ۲۰۰۴ و برای مایکروسافت ویندوز توزیع شد. داستان این بازی در جنگ اقیانوس آرام روایت می‌شود.